# Liquiçá (Gemeinde)
| Munisípiu Likisá (tetum) Município de Liquiçá (port.) |                             |                             |
| Strand von Dato, Liquiçá                              |                             |                             |
| Daten                                                 |                             |                             |
| Hauptstadt                                            | Vila de Liquiçá             | Vila de Liquiçá             |
| Fläche                                                | 559,92 km²                  | 559,92 km²                  |
| Einwohnerzahl (2022)                                  | 83.658                      | 83.658                      |
| Zahl der Haushalte (2022)                             | 14.771                      | 14.771                      |
| ISO 3166-2:                                           | TL-LI                       | TL-LI                       |
| Verwaltungsämter                                      | Einwohner                   | Fläche                      |
| Bazartete                                             | 33.442                      | 197,02 km²                  |
| Liquiçá                                               | 26.418                      | 93,91 km²                   |
| Loes                                                  | 2024 von Maubara abgetrennt | 2024 von Maubara abgetrennt |
| Maubara                                               | 23.798                      | 268,99 km²                  |
| Karten                                                |                             |                             |
| Übersichtskarte Liquiçá                               |                             |                             |
| Verwaltungsgliederung von Liquiçá                     |                             |                             |

Liquiçá (tetum Likisá; auch Liquisa) ist eine Gemeinde von Osttimor.

## Name
Es gibt mehrere Theorien und Erklärungen für die Bedeutung des Namens der Gemeinde. Weit verbreitet ist die Erklärung, der Name leite sich von der alten Bezeichnung „Liku Saen“ ab, der in Tokodede „Python“ bedeutet. Eine andere Quelle Theorie weist auf das Wort „Likis Aá“, was „Veränderung“ bedeutet und auf die erste Gründung der Stadt Vila de Liquiçá Bezug nimmt. Nachdem man den Siedlungsplatz gewählt hatte, begannen die Menschen hier den Wald zu roden und ihn in eine freie Fläche umzuwandeln. Eine andere Version erklärt, dass in Tokodede „Likiki“ für „Vogel“ und „Sau“ für „Nest“ steht. Vor der Gründung der Stadt war der Ort ein Rastplatz, an dem viele Bäume essbare Früchte hatten. In diesen Bäumen gab es viele Vogelnester.

## Geographie

### Übersicht

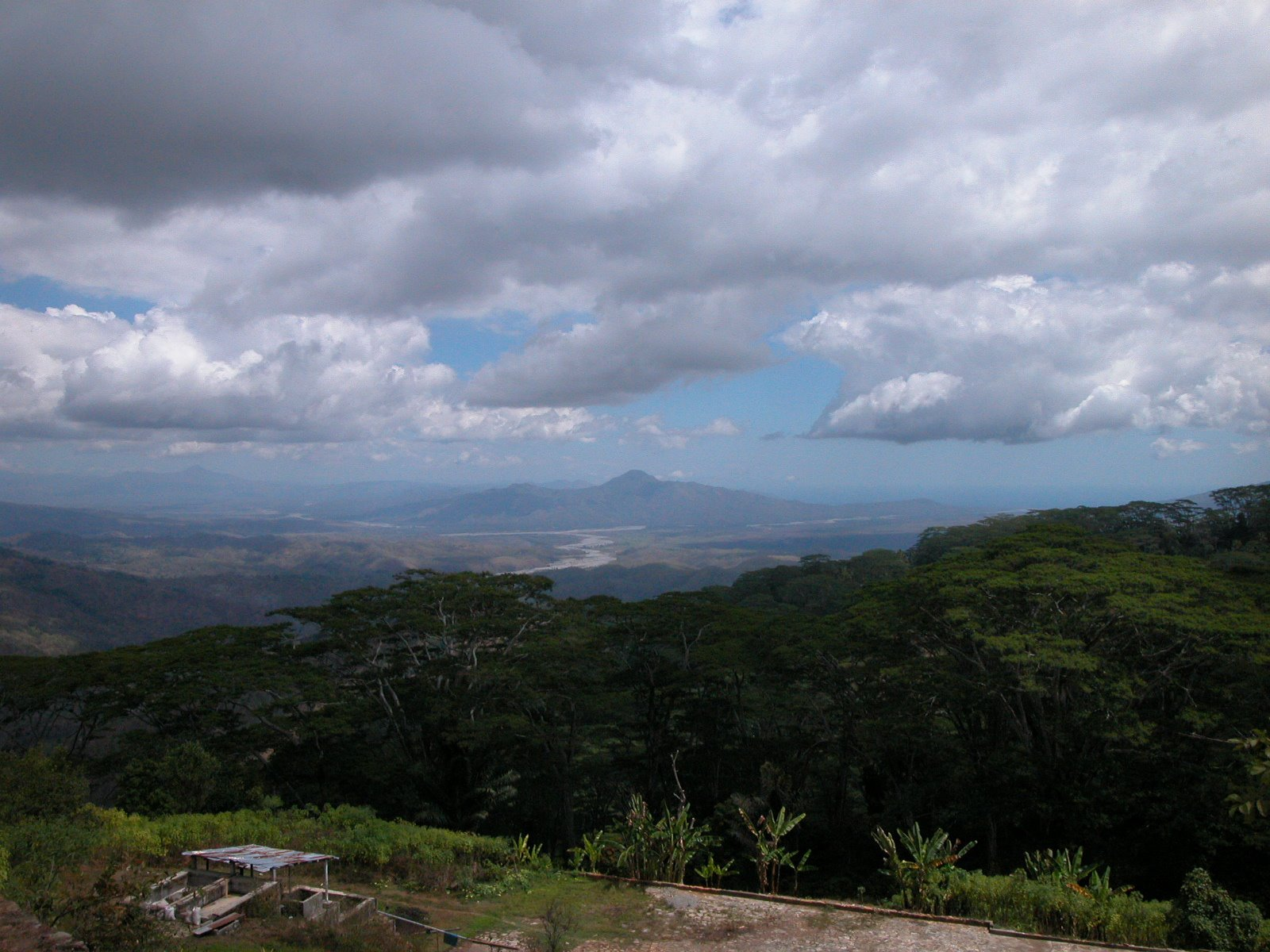
Fazenda Algarve der Familie Carrascalão

Liquiçá liegt im Nordwesten von Osttimor an der Sawusee, die nördlich der Gemeinde in die Straße von Ombai übergeht. Liquiçá grenzt im Osten an die Gemeinde Dili, im Südosten an Aileu, im Süden an Ermera und im Westen an Bobonaro. In Sichtweite befindet sich die indonesische Insel Alor. Liquiçá hat eine Fläche von 559,92 km² und teilt sich seit dem 1. Januar 2024 in vier Verwaltungsämter, die sich wiederum in 23 Sucos und 134 Aldeias aufteilen. Im Osten liegt das Verwaltungsamt Bazartete, die Mitte bildet das Verwaltungsamt Liquiçá und im Westen liegen Maubara und Loes , das jüngste Verwaltungsamt der Gemeinde. Hauptstadt der Gemeinde ist Vila de Liquiçá (Liquiçá), die ihr Zentrum im Suco Dato hat, sich aber darüber hinausdehnt. Sie hat in ihren urbanen Gebieten 4.593 Einwohner. Im Osten befindet sich in der Bucht von Tibar der Frachthafen der Landeshauptstadt Dili.
60 % der Gemeinde Liquiçá besteht aus einer zerklüfteten Berglandschaft und steil abfallenden Tälern, der Rest ist vor allem Hügelland. In der Mitte der Gemeinde, wo sich ein Gebirgszug von Ost nach West erstreckt, steigt das Land auf über 1000 m, fällt aber im Süden schnell wieder hinab zum Ufer des Flusses Lóis, der die Grenze zu Bobonaro bildet. In ihn fließt der Gleno (Lauveli), der die Grenze zu Ermeras Verwaltungsämtern Hatulia, Hatulia B und Ermera darstellt. Kleinere, temporäre Flüsse fließen in der Regenzeit nördlich in die Straße von Ombai und die Sawusee ab. Höchster Punkt der Gemeinde ist der Foho Cutulau (Foho Kutulau) in Bazartete mit 1378 m. Der nahegelegene Berg Fatumasin (1369 m) und seine Umgebung sind ein Naturreservat und eine Important Bird Area. Hier befindet sich auch eines der drei wichtigsten Schutzgebiete Osttimors für Orchideen. In der Gemeinde liegt auch der Maubarasee mit seinen Trockenwäldern. Am Bubble Beach im Suco Lauhata entweichen vulkanische Gase aus dem Meeresgrund.

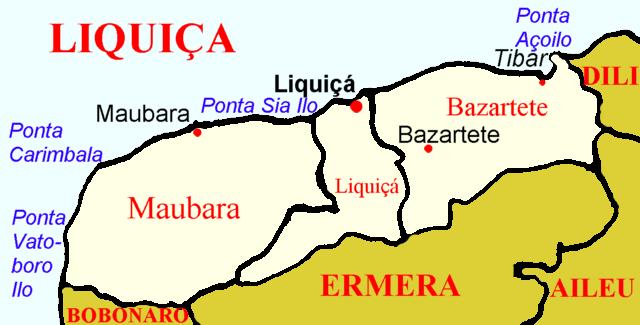
Ortschaften in Liquiçá
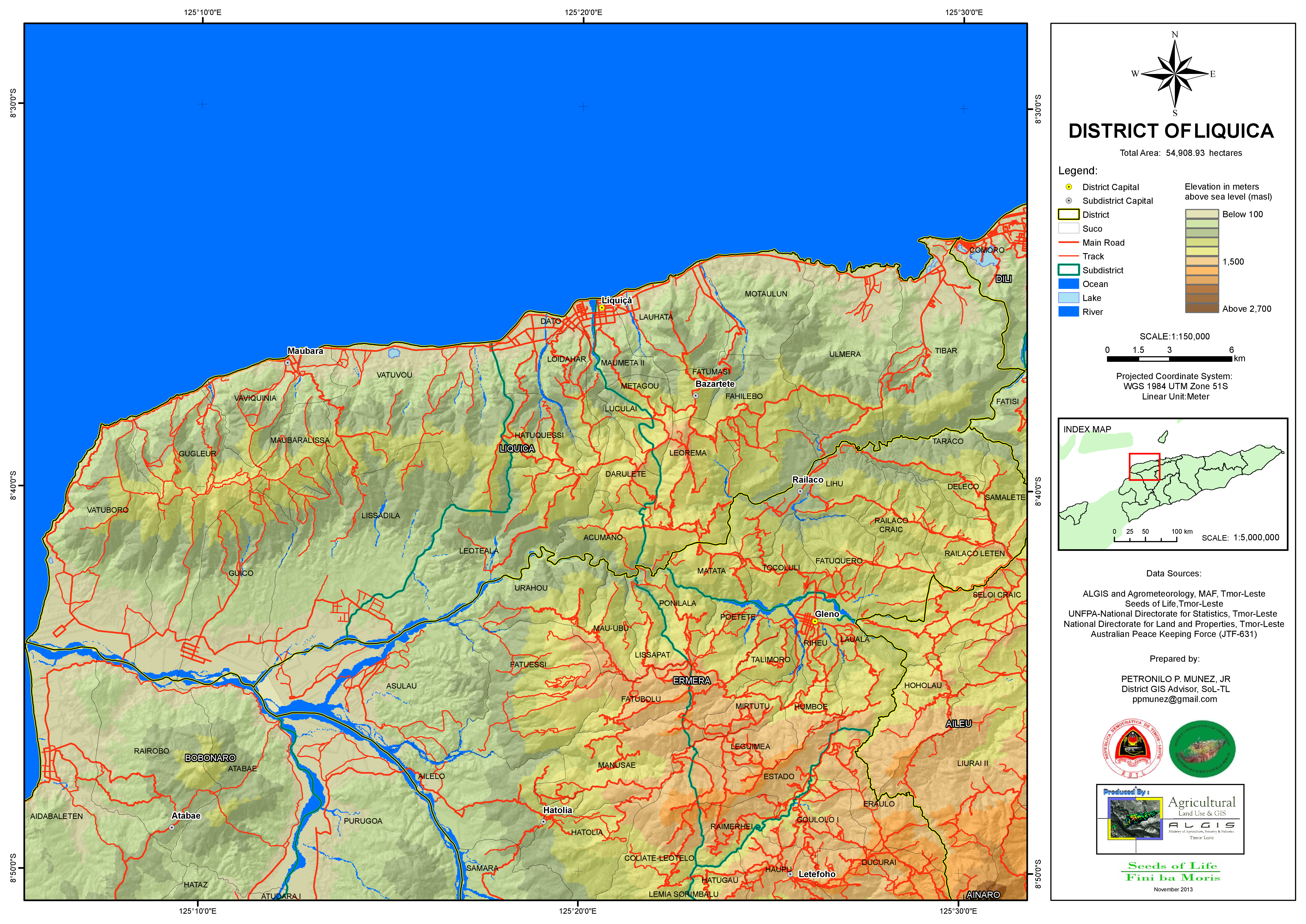
Straßennetz und Topographie Liquiçás

### Entfernungen
| Entfernungen [km] |           |         |         |
| Ort               | Bazartete | Liquiçá | Maubara |
| Bazartete         |           | 17      | 32      |
| Liquiçá           | 17        |         | 15      |
| Maubara           | 32        | 15      |         |

Vila de Liquiçá liegt von der Landeshauptstadt Dili 36 Kilometer entfernt.

### Klima

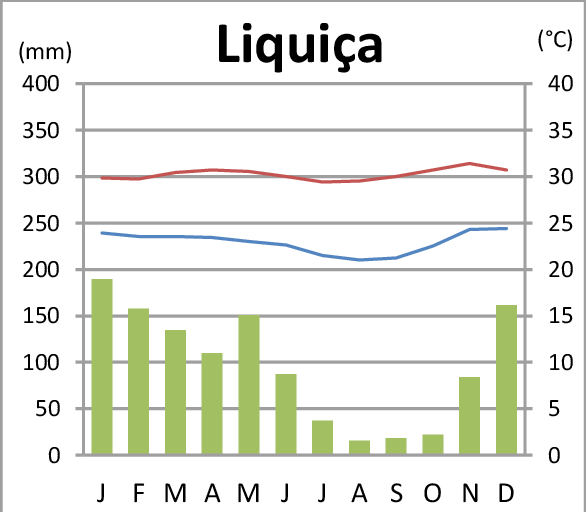
Klimadiagramm von Liquiçá

Den Großteil des Jahres ist das Klima in Liquiçá heiß mit hoher Luftfeuchtigkeit, allerdings wenig Niederschlägen. Nur in der Regenzeit fällt Regen zwischen November und April. Die meisten Flüsse führen nur in dieser Zeit Wasser, tragen dann aber reißend Felsen und Erde mit. Der einzige Fluss Liquiçás, der das ganze Jahr über Wasser führt, ist der Lóis, der vom Süden her gespeist wird. Die relativ trockenen Küstenebenen haben jährliche Niederschlagsmengen von 970 bis 990 mm, in den Bergen bei Fazenda (Verwaltungsamt Liquiçá) werden 2143 bis 2496 mm pro Jahr erreicht. In den niedrig gelegenen Gebieten fällt der Regen oft während Stürmen kurz, aber heftig, was zu Erosion und Überschwemmungen im Tiefland führt. In Maumeta misst man ein Temperaturmaximum von 32,5 °C im November und als niedrigste Temperatur 22,4 °C im Juli.

## Einwohner

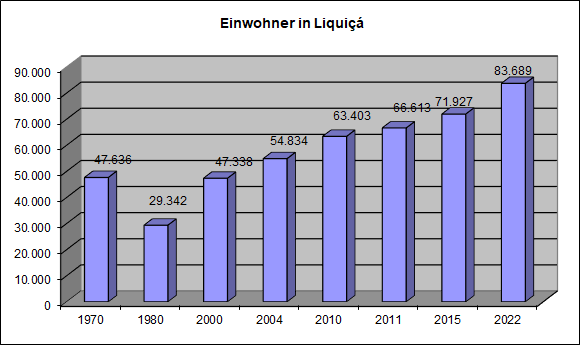
Entwicklung der Einwohnerzahl in Liquiçá

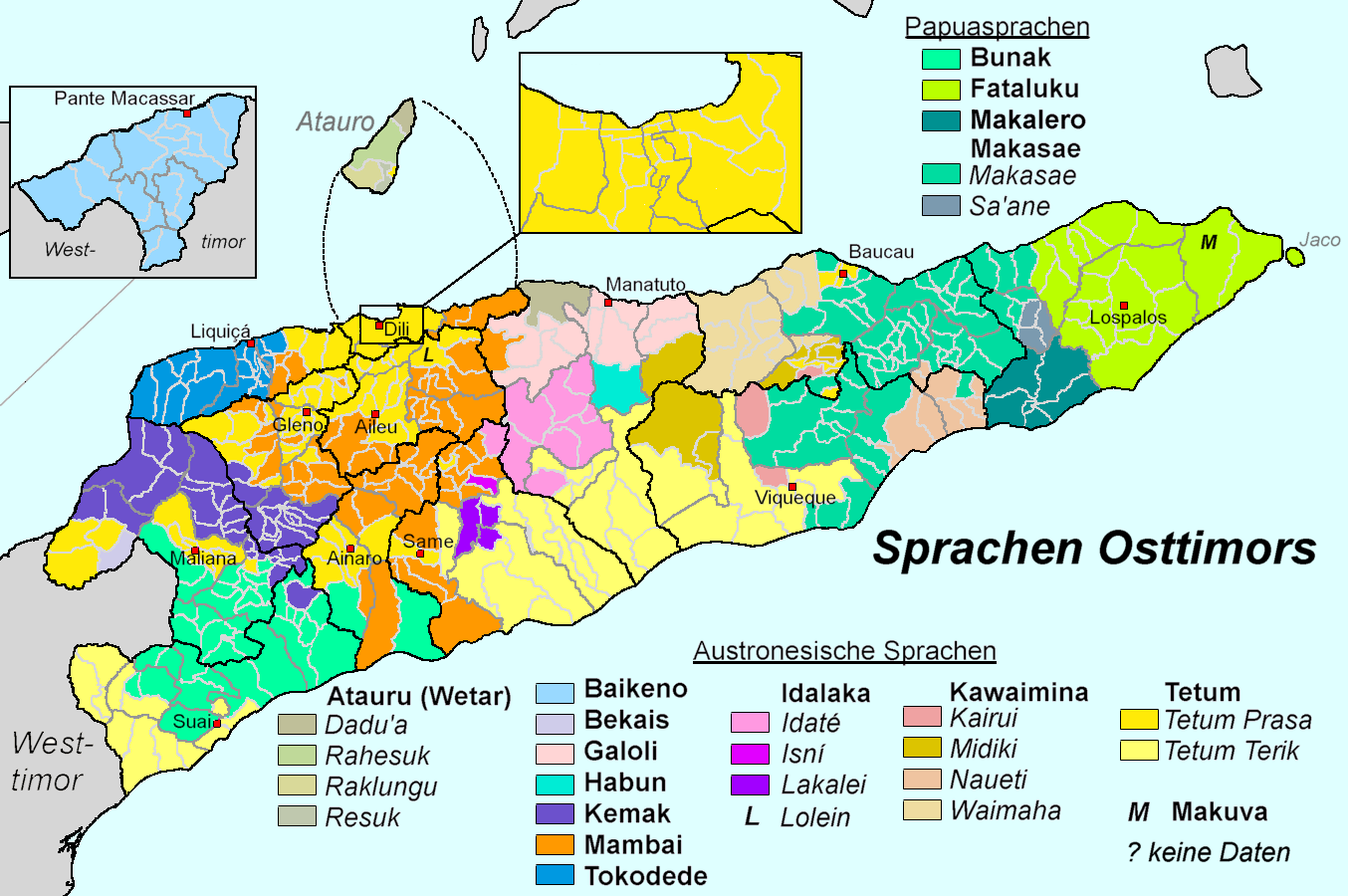
Die größten Sprachgruppen in den Sucos Osttimors.

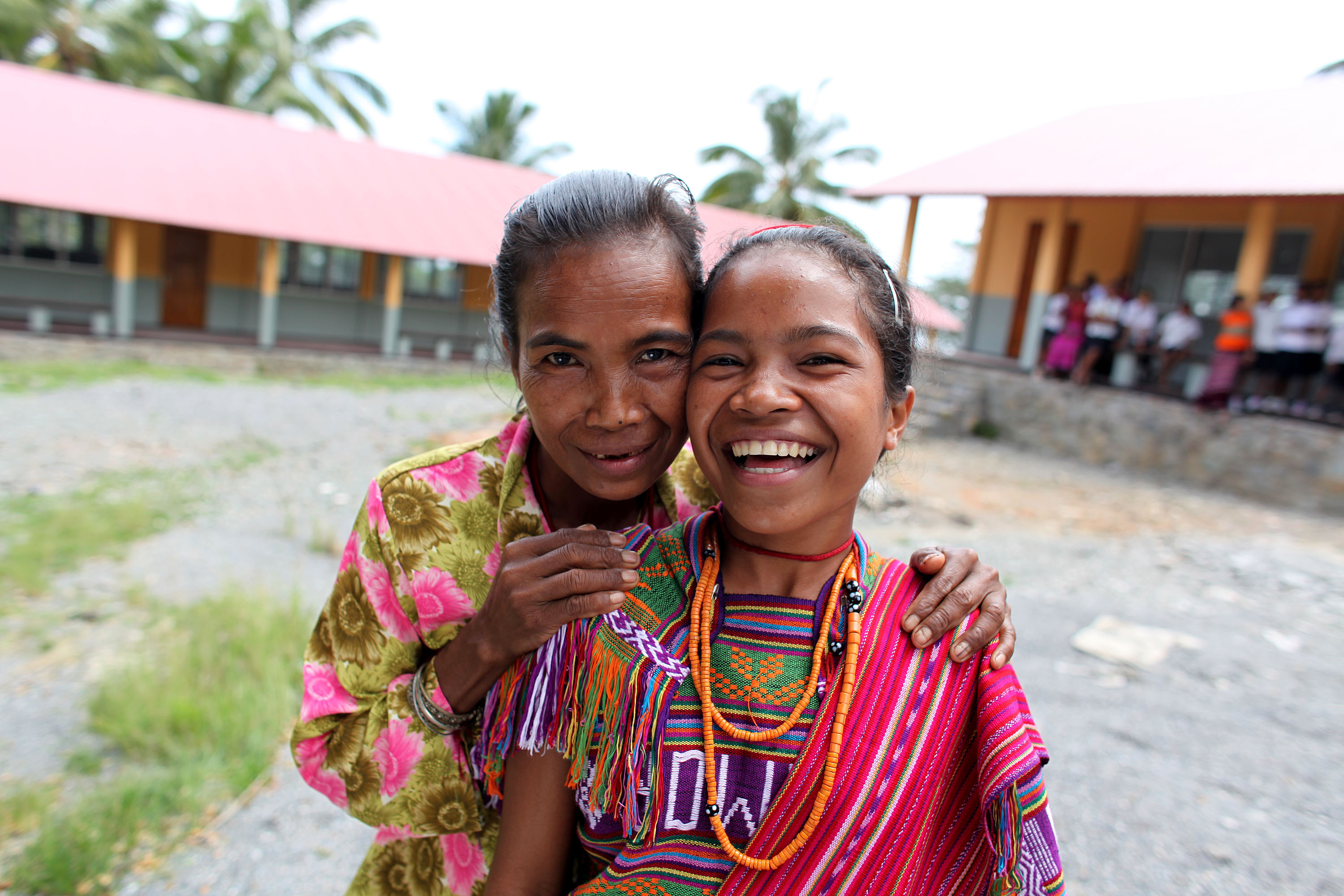
Frauen in traditioneller Tracht

In Liquiçá leben 83.658 Menschen (2022, 2011: 66.613), davon sind 42.381 Männer und 41.277 Frauen. Auf 103 Männern kommen 100 Frauen Die Verwaltungsämter Bazartete und Liquiçá sind dichter besiedelt als Maubara. Mit 2,2 % hat Liquiçá, bezogen auf die Jahre 2015 bis 2022, das dritthöchste jährliche Bevölkerungswachstum in Osttimor. Der Landesdurchschnitt liegt bei 1,8 %. Zwischen 1990 und 2004 wuchs die Zahl der Einwohner jährlich um 1,55 %.
Der Altersdurchschnitt liegt bei 18,6 Jahren. In Maubara hatte 2004 eine Frau durchschnittlich 6,63, in Bazartete 8,45 und in Liquiçá 9,04 Kinder (Landesdurchschnitt 6,99). Die Kindersterblichkeit lag 2002 in Bazartete bei 69 Todesfällen pro 1000 Lebendgeburten (1996: 103), in Maubara bei 94 (114) und in Liquiçá bei 104 (96). Liquiçá ist damit einer von 14 Verwaltungsämtern, in denen sie, entgegen den Landestrend anstieg. Der Landesdurchschnitt betrug 98.
Mehrere Nationalsprachen werden in der Gemeinde als Muttersprache gesprochen. 64,0 % sprechen Tokodede (größte Volksgruppe in den Verwaltungsämtern Liquiçá und Maubara); 18,3 % sprechen Mambai; 16,4 % sprechen Tetum, meist Tetum Prasa (Verwaltungsamt Bazartete). 0,4 % sprechen Kemak und 0,2 % Bunak. Berücksichtigt man auch die Zweitsprachen, so sprachen 2015 94,5 % Tetum, 36,6 % Bahasa Indonesia, 31,1 % Portugiesisch und 13,8 % Englisch.
2004 waren 95,1 % der Einwohner Katholiken, 2,5 % Protestanten, 1,8 % Anhänger der traditionellen, animistischen Religion Timors und je 0,1 % Muslime und Buddhisten. Bei der Volkszählung 2015 registrierte man 96,96 % Katholiken, 2,41 % Protestanten, 0,29 % Animisten, 0,15 % Muslime und 38 Buddhisten.
Von den Einwohnern, die drei Jahre oder älter sind, besuchten 2015 34,4 % eine Schule. 29,0 % hatten die Schule verlassen. Nie eine Schule besucht haben 35,2 %, was 6 % über den Landesdurchschnitt liegt. 3,3 % der Einwohner Liquiçás haben nur die Vorschule besucht, knapp ein Drittel nur die Grundschule. Weiterführende Schulen haben knapp ein Viertel der Einwohner abgeschlossen. Ein Diplom oder abgeschlossenes Studium können 3,5 % vorweisen, was der Hälfte des Landesdurchschnitts entspricht. Die Analphabetenquote betrug 2015 23,0 % (Frauen: 24,1 %; Männer: 21,9 %). 2004 lag sie noch bei 61,9 %.
| Schulbildung | Schulbildung  | Schulbildung   | Schulbildung        |  | Schulabschluss | Schulabschluss | Schulabschluss | Schulabschluss | Schulabschluss          | Schulabschluss | Schulabschluss |
|              | in der Schule | Schule beendet | nie in einer Schule |  | Vorschule      | Grundschule    | Prä- Sekundär  | Sekundär       | Diplom/Fach- hochschule | Universität    | Kein Abschluss |
| Frauen       | 33,1 %        | 26,4 %         | 39,0 %              |  | 3,2 %          | 28,8 %         | 11,2 %         | 12,1 %         | 0,4 %                   | 2,2 %          | 0,8 %          |
| Männer       | 35,7 %        | 31,4 %         | 31,4 %              |  | 3,4 %          | 33,5 %         | 11,6 %         | 12,9 %         | 0,6 %                   | 3,7 %          | 0,6 %          |
| gesamt       | 34,4 %        | 29,0 %         | 35,2 %              |  | 3,3 %          | 31,1 %         | 11,4 %         | 12,5 %         | 0,5 %                   | 3,0 %          | 0,7 %          |

## Geschichte

### Vorzeit und Kolonialzeit

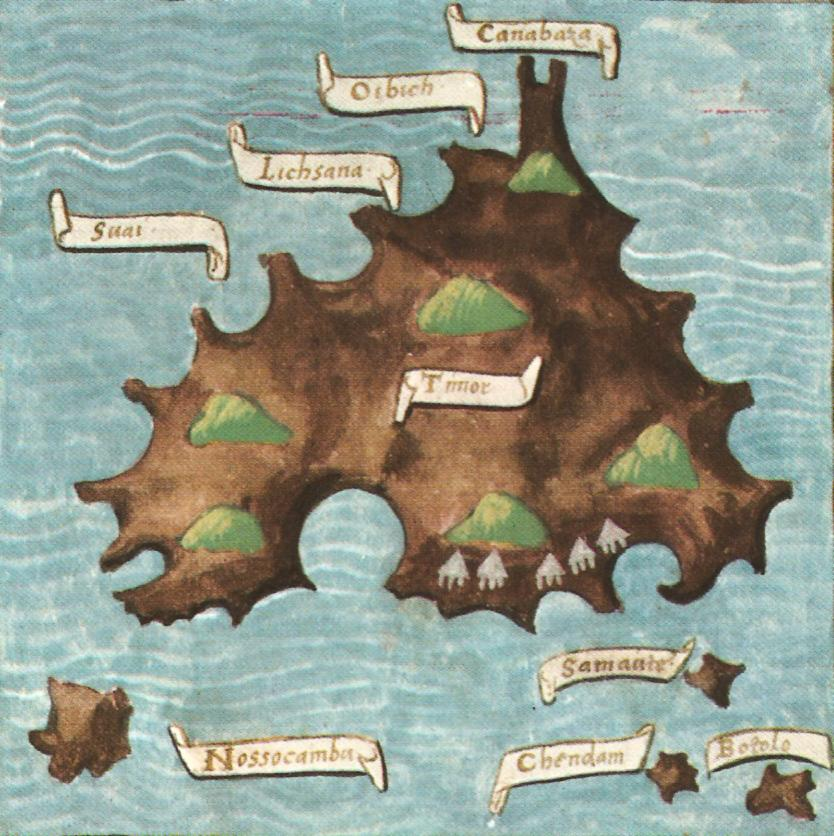
Liquiçá als Lichsana auf der Karte von Antonio Pigafetta von 1521

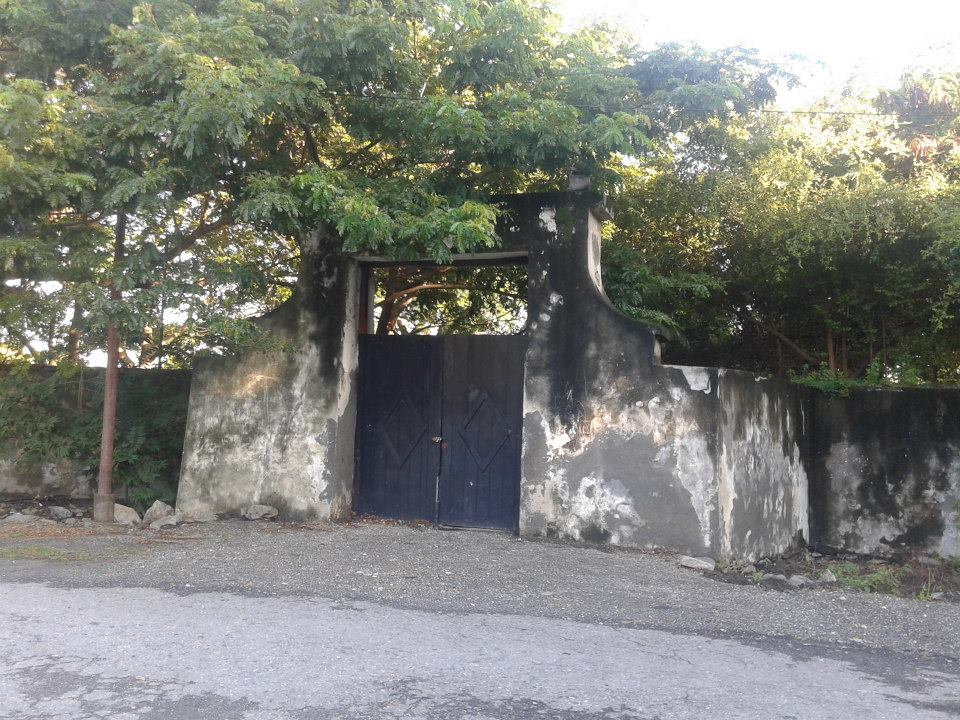
Fort Maubara

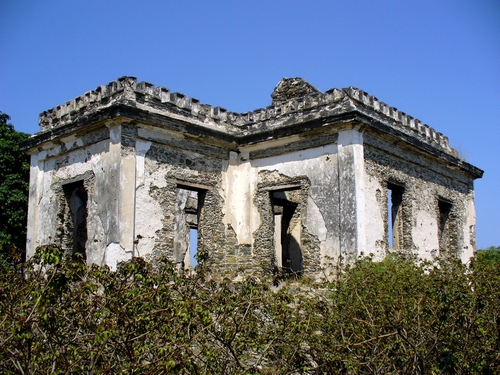
Ai Pelo: Ein portugiesisches Gefängnis aus dem 19. Jahrhundert im Verwaltungsamt Bazartete

Liquiçá, Maubara und Ulmera (Bazartete) waren traditionelle, timoresische Reiche, die von einem Liurai regiert wurden. Die Reiche erscheinen auf einer Liste von Afonso de Castro, einem ehemaligen Gouverneur von Portugiesisch-Timor, der im Jahre 1868 47 Reiche aufführte. Zusammen mit Luca herrschte Liquiçá nach europäischen Quellen im 16. Jahrhundert über den Osten Timors. Hier wird Liquiçá als Likusaen bezeichnet. Likusaen hatte sein Zentrum im Gebiet der Tokodede und der ihnen sprachlich nahen Kemak und hatte auch Einfluss auf die südlich von ihnen lebenden Bunak.
Während der Kolonialisierung Timors wurde das Gebiet des heutigen Verwaltungsamts Maubara 1667 von den Niederlanden besetzt. 1756 bauten die Holländer hier eine Festung. Im Vertrag von Lissabon vereinbarten die Niederländer 1859 im Rahmen eines größeren Gebietsaustauschs Maubara an die Portugiesen abzutreten. Die Übergabe erfolgte im April 1861.
Während der Rebellionen in Portugiesisch-Timor zwischen 1860 und 1912 war der Liurai von Liquiçá ein loyaler Verbündeter der portugiesischen Kolonialherren, der mehrmals Truppen zur Niederschlagung der Rebellionen zur Verfügung stellte.
Im Frühjahr 1861 brach gegen die Zwangsarbeit an öffentlichen Projekten in Ulmera eine der Revolten von 1861 gegen die portugiesische Kolonialherrschaft aus. Gouverneur Afonso de Castro schlug sie noch im September desselben Jahres nieder.
1863 kam es in Fatumasi zum Aufstand. Bei der Niederschlagung wurden die Portugiesen hier durch den Herrscher von Ermera unterstützt. 1893 revoltierte Maubara, zusammen mit Atabae, gegen die Ausweitung der militärischen und administrativen Kontrolle Portugals. Nach Ausbruch der Cholera musste der Liurai aber im November offiziell einen schriftlichen Vertrag mit Portugal über den Vasallenstatus Maubaras unterzeichnen.
Während des Zweiten Weltkriegs wurde Portugiesisch-Timor von den Japanern besetzt (siehe Schlacht um Timor). In Liquiçá und Maubara wurde ab Ende Oktober 1942 die gesamte verbliebene portugiesischstämmige Bevölkerung in Lagern interniert. Nach der Kapitulation übernahmen die Portugiesen wieder die Kontrolle über ihre Kolonie.
Bis zum Zweiten Weltkrieg hatten die drei Postos Bazartete, Liquiçá und Maubara zum Kreis Dili gehört. Ab 1946 waren sie Teil des Verwaltungsbezirks Ermera. Erst zwischen 1963 und 1970 wurde der Kreis Liquiçá von Ermera abgetrennt.

### Indonesische Besatzung und UN-Verwaltung

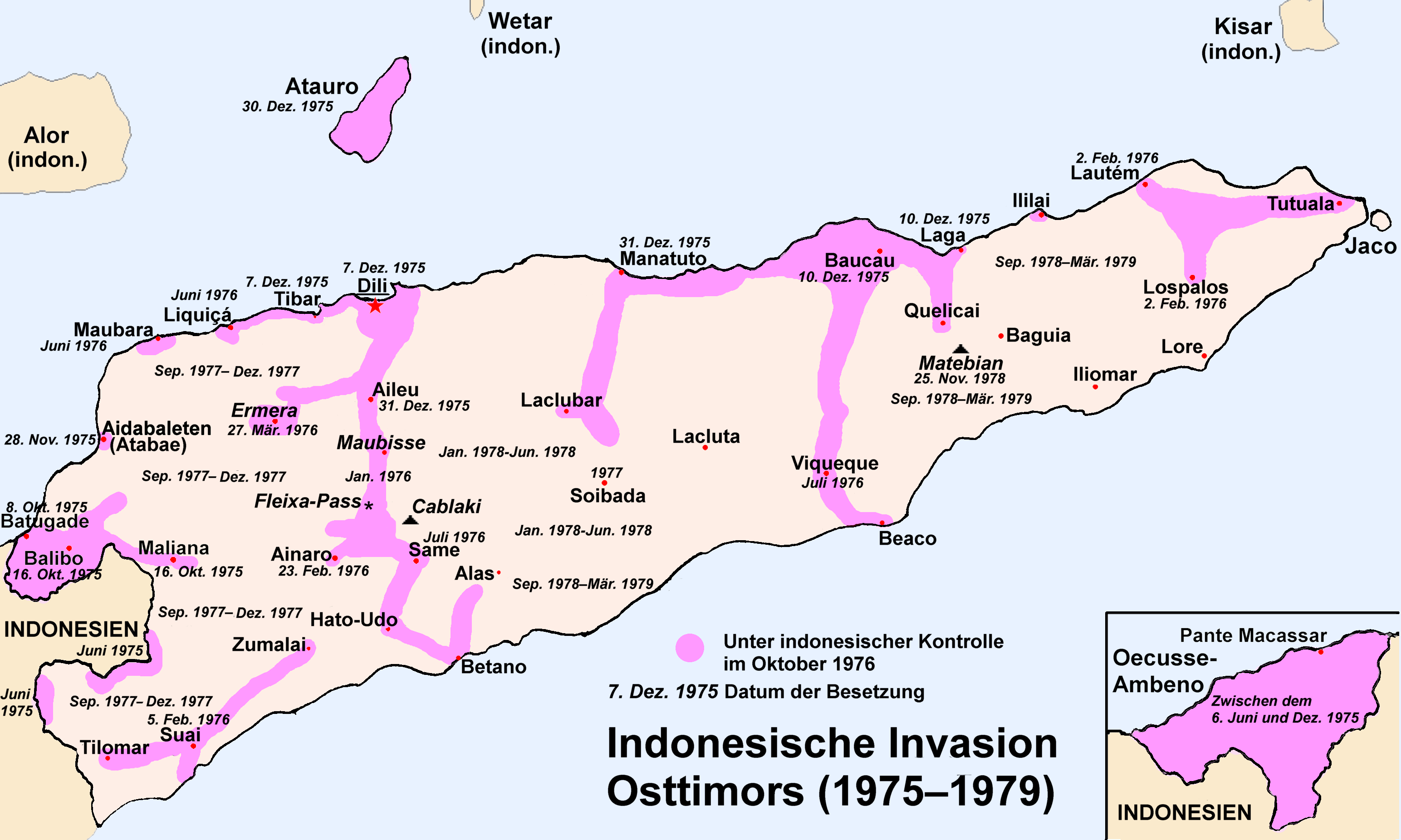
Verlauf der indonesischen Invasion (1975–1979)

Erst nach der Nelkenrevolution 1974 sollte Osttimor auf die Unabhängigkeit vorbereitet werden. Als Indonesien aber begann die grenznahen Regionen zu besetzen, rief die FRETILIN einseitig die Unabhängigkeit aus, um internationale Unterstützung zu bekommen. Diese blieb allerdings aus. Neun Tage nach der Unabhängigkeitserklärung, begann Indonesien mit der Invasion in die restlichen Gebiete Osttimors. Beim Ponta Açoilo in Bazartete landeten am 7. Dezember schwere Landungsboote, die Orte Liquiçá und Maubara wurden im Juni 1976 eingenommen. Nahe Maubara verübten indonesische Soldaten Massaker an der Zivilbevölkerung. Bis Oktober 1976 befand sich fast die gesamte nördliche Küste Liquiçás unter indonesischer Kontrolle. Große Teile der Bevölkerung flohen vor den Invasoren. Im heutigen Verwaltungsamt Maubara entstand die Widerstandsbasis (base de apoio) Malehui, in der die geflohene Zivilbevölkerung von der Widerstandsbewegung FALINTIL angesiedelt wurde. Andere Einwohner flohen in die Nachbarregionen und bis nach Manufahi. Ab September 1977 begann die indonesische Armee mit der Zerstörung der Basen und der Besetzung der letzten Widerstandsgebiete in Liquiçá. Die Menschen wurden auseinandergetrieben oder gefangen genommen. Bis Februar 1978 war Liquiçá vollständig in indonesischer Hand. Zwischen Oktober 1977 und Mai 1978 sank die Bevölkerungszahl in Liquiçá nach Angaben der indonesischen Polizei von 49.798 auf 5.234. Eine offizielle Erklärung für den Bevölkerungsverlust in so kurzer Zeit bieten die Statistiken nicht.
Am 29. Mai 1997 fanden Wahlen statt, bei denen Vertreter Osttimors für das indonesische Parlament gewählt werden sollten. Im Umfeld kam es landesweit zu mehreren Attacken auf die indonesische Besatzungsmacht und ihre Unterstützer. In Açumanu wurde eine Handgranate in das Wahllokal geworfen. Ein Soldat wurde verwundet.
Der damalige Distrikt war bereits ab Januar 1999 während der Unruhen vor und nach dem Unabhängigkeitsreferendum Schauplatz von Einschüchterungen, Vergewaltigungen und Mord durch pro-indonesische Milizen. So überfiel die pro-indonesische Miliz Besi Merah Putih (BMP) am 19. Januar den Ort Maubara, aus dem viele Einwohner flohen. Am 5. April wurde die Hauptstadt Vila de Liquiçá von der BMP angegriffen. Mindestens sieben Menschen starben, 150 Häuser wurden niedergebrannt, mehr als 1000 Menschen suchten Schutz in der Hauptkirche und dem angrenzenden Pfarrheim, wo sie am Tag darauf von den Milizen Besi Merah Putih und Aitarak unter Beteiligung von indonesischer Polizei und Soldaten umzingelt wurden. Bei dem folgenden Kirchenmassaker von Liquiçá starben je nach Quelle zwischen 61 und 200 Menschen. Am 4. Juli 1999 griff die BMP einen Hilfskonvoi in Liquiçá an, der von Mitarbeitern von UNAMET und dem UNHCR begleitet wurde. Von den 77 Personen im Konvoi wurden mehrere einheimische Mitarbeiter schwer verletzt und die Fahrzeuge mit Stangen und Steinen zerstört. 62 Mitglieder des Konvois retteten sich in die Polizeistation. Später konnten sie nach Dili zurückkehren. Indonesische Polizisten und Mitglieder des Geheimdienstes, die anwesend waren, griffen nicht ein. Im Gegenteil. Eine Woche nach dem Vorfall begann die indonesische Polizei mit Ermittlungen gegen einen UN-Mitarbeiter wegen angeblichen Waffenbesitz. Am 16. Juli folgte ein Angriff der BMP auf das Flüchtlingslager in Faulara (damals Suco Leotala) und am 18. Juli auf Vila de Liquiçá, worauf erneut Menschen in die Berge flohen. Lissadila, Vatuvou und Maubaralissa wurden zu Geisterstädten. 6000 Menschen flohen nach Sare (Gemeinde Ermera), andere nach Dili und Vila de Liquiçá. Bis zu 5100 Flüchtlinge versammelten sich in Faulara, einem ehemaligen Umsiedlungslager, das seit 1996 bestand und ursprünglich 1600 Einwohner hatte. Insgesamt schätzt man, dass vor dem Referendum aus der Region Liquiçá 18.000 Menschen flohen. Ende Juli kehrten etwa 9000 Flüchtlinge aus Liquiçá, trotz der weiter angespannten Sicherheitslage, in ihre Heimatorte zurück, um am Referendum teilnehmen zu können. Andere ließen sich in Dili registrieren. Der Tag der Abstimmung am 30. August verlief ruhig, doch nach der Verkündigung des Ergebnisses am 4. September, in dem sich die Bevölkerung klar für die Unabhängigkeit von Indonesien aussprach, brach noch einmal eine Gewaltwelle los. In Fatumasi (Bazartete) wurden 70 bis 80 % der Gebäude zerstört. Auch in der Stadt Liquiçá wurden die meisten Gebäude beschädigt. Insgesamt wurde schätzungsweise ein Drittel der Bevölkerung des damaligen Distrikts nach Atapupu (Westtimor) deportiert oder floh in die umliegenden Hügel. Am 20. September begannen sich schließlich die Milizen und die indonesischen Einheiten aus Liquiçá zurückzuziehen. Am 28. September 1999 erreichten die ersten Einheiten der internationalen Friedenstruppe INTERFET den Distrikt und sorgten wieder für Ruhe und Ordnung. Ab dem 4. Oktober begannen die Vereinten Nationen in der nahezu verlassenen Region eine Verwaltung unter der UNTAET aufzubauen. Am 13. Oktober wurde zur Sicherung eine australische Infanteriekompanie in der menschenleeren Stadt Liquiçá stationiert. Erst nach und nach kehrten die Einwohner zurück. 2002 erhielt Osttimor endgültig seine Unabhängigkeit.

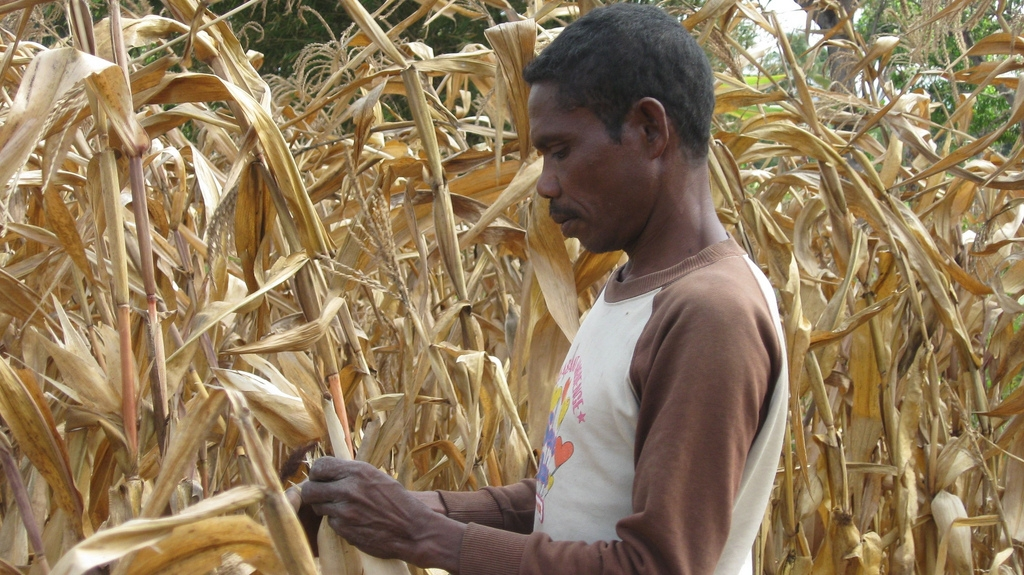
Maisanbau in Liquiçá

### Liquiçá im unabhängigen Osttimor
Am 24. Mai kam es bei Tibar während der Unruhen in Osttimor 2006 zu Gefechten zwischen Mitgliedern der Verteidigungskräfte Osttimors und meuternden Soldaten.
300 Familien wurden obdachlos, als am 1. und 2. Januar 2008 Überschwemmungen die Sucos Maumeta (Bazartete), Dato und Luculai (Liquiçá) verwüsteten. 100 Häuser wurden komplett zerstört, 90 weitere beschädigt. Die Bevölkerung konnte rechtzeitig von der Nationalpolizei evakuiert werden, so dass keine Personen zu Schaden kamen.
2014 wurden die Distrikte in ganz Osttimor in „Gemeinden“ und die Subdistrikte in „Verwaltungsämter“ umgewandelt.

## Politik

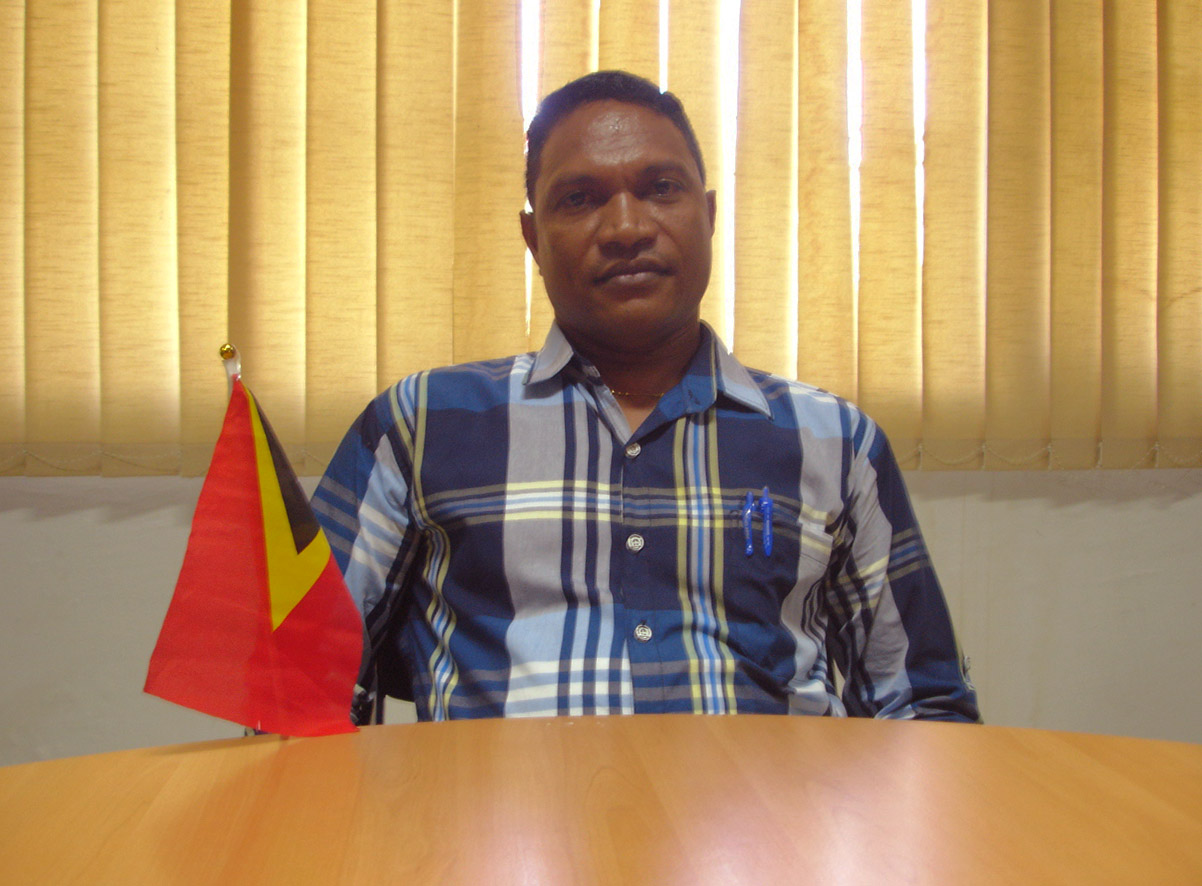
Domingos dos Santos da Conceição, Administrator von Liquiçá (2014)

Der Präsident der Gemeindeverwaltung (Presidente Autoridade Município) wird von der Landesregierung in Dili ernannt. Das Amt hat seit 2024 Paulino Ribeiro inne.

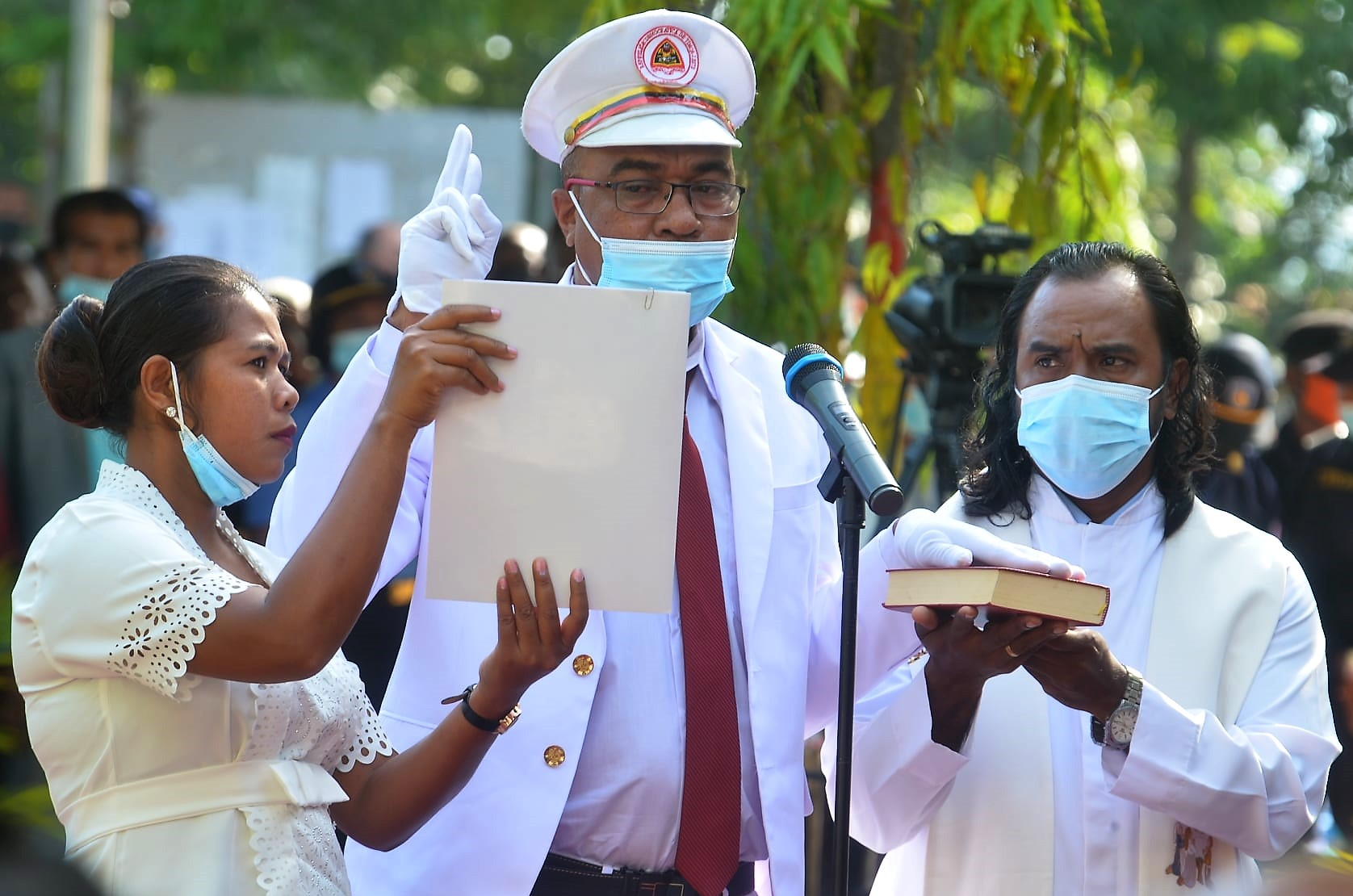
Pedro Paulo Gomes bei seiner Vereidigung als Administrator (2021)

Bei den Wahlen zur verfassunggebenden Versammlung, aus der später das Nationalparlament hervorging, gewann die FRETILIN in Liquiçá 72,44 % der Stimmen, sodass sie das damalige Direktmandat erhielt. Bei den Parlamentswahlen 2007 gelang es dem Congresso Nacional da Reconstrução Timorense (CNRT), mit 38,96 % der Stimmen die stärkste Kraft in Liquiçá zu werden. Bei den Parlamentswahlen 2012 konnte der CNRT seinen Erfolg mit 41,99 % der Stimmen noch ausbauen. 2017 kam er nur noch auf 32,2 %, blieb aber stärkste Kraft. Bei den vorgezogenen Neuwahlen 2018 erhielt die Aliança para Mudança e Progresso (AMP), der der CNRT nun angehörte, 47,5 % der Stimmen.
Bei den Präsidentschaftswahlen 2007 konnte der unabhängige Kandidat und späterer Wahlsieger José Ramos-Horta in Liquiçá bereits in der ersten Runde die meisten Stimmen auf sich vereinen. In der zweiten Runde erhielt er 87,8 %. 2012 gewann Fernando de Araújo von der Partido Democrático (PD) in Liquiçá mit 27 %, musste sich aber als landesweit Viertplatzierter geschlagen geben. Die zweite Runde ging in Liquiçá an den Wahlsieger Taur Matan Ruak mit 64,2 %. Bei den Präsidentschaftswahlen 2017 holte António da Conceição von der PD in Liquiçá die meisten Stimmen, wurde landesweit aber nur zweiter. Liquiçá und Osttimor gewann José Ramos-Horta 2022.

## Wirtschaft

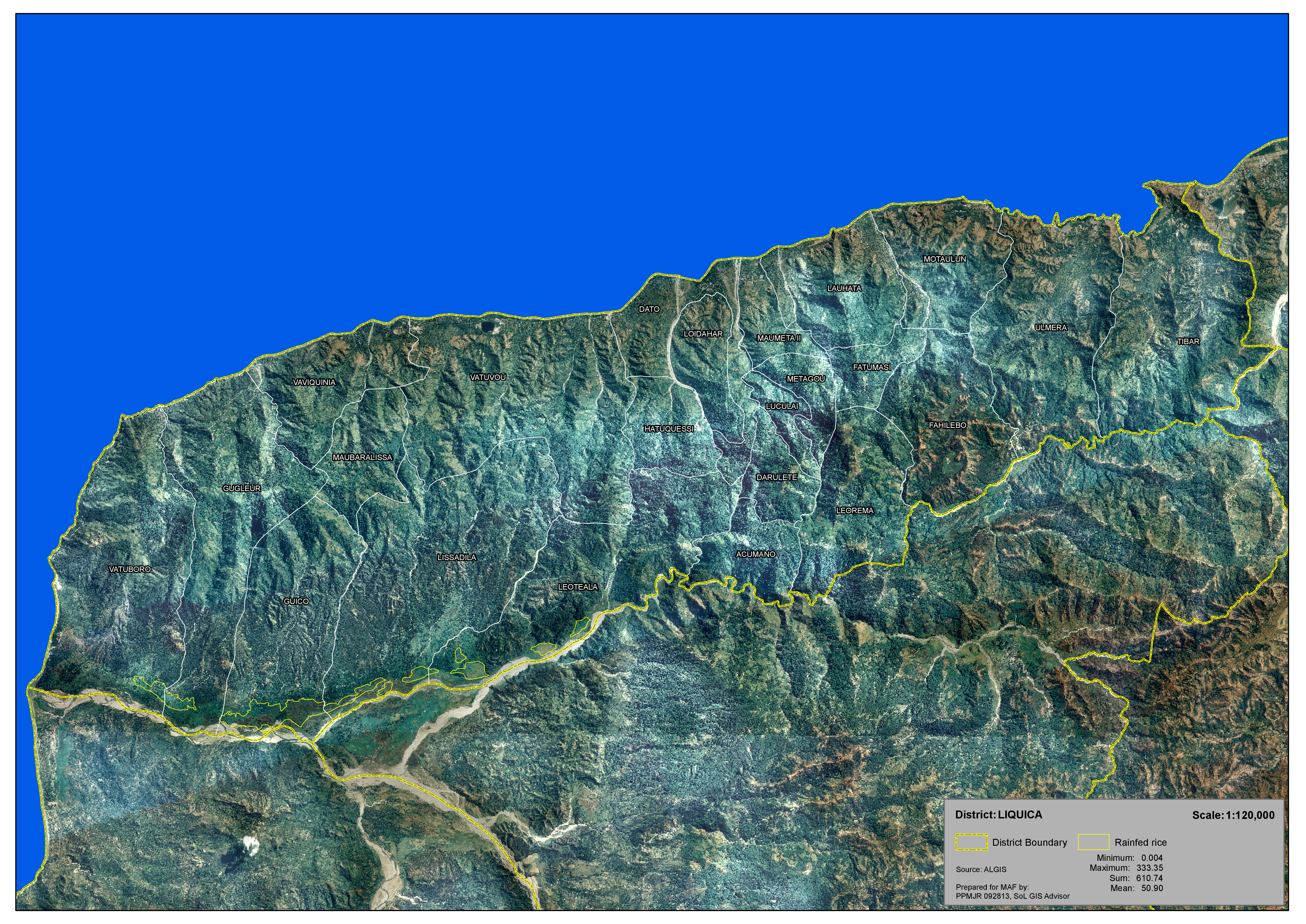
Reisanbaugebiete in Liquiçá

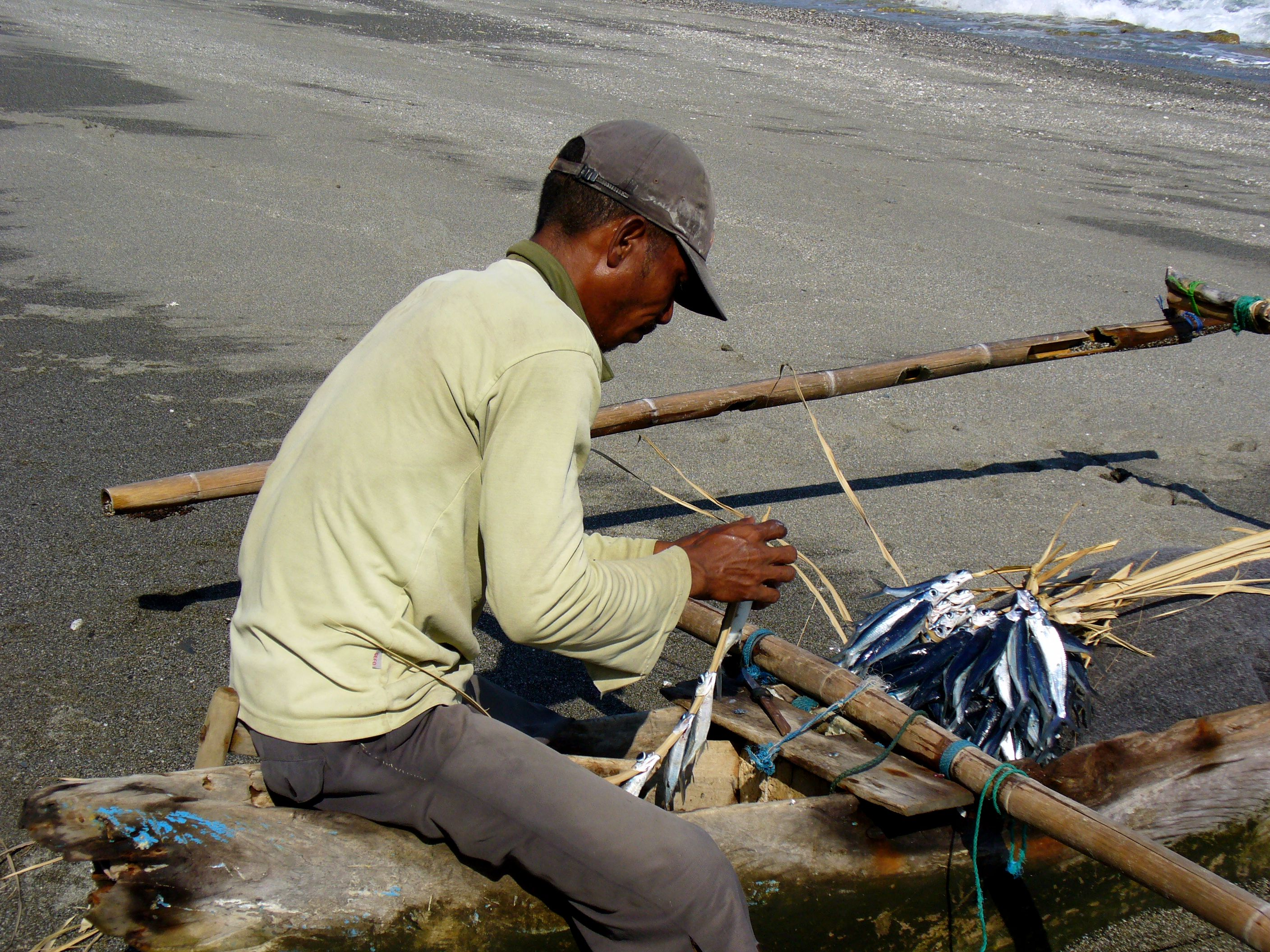
Fischer in Maubara

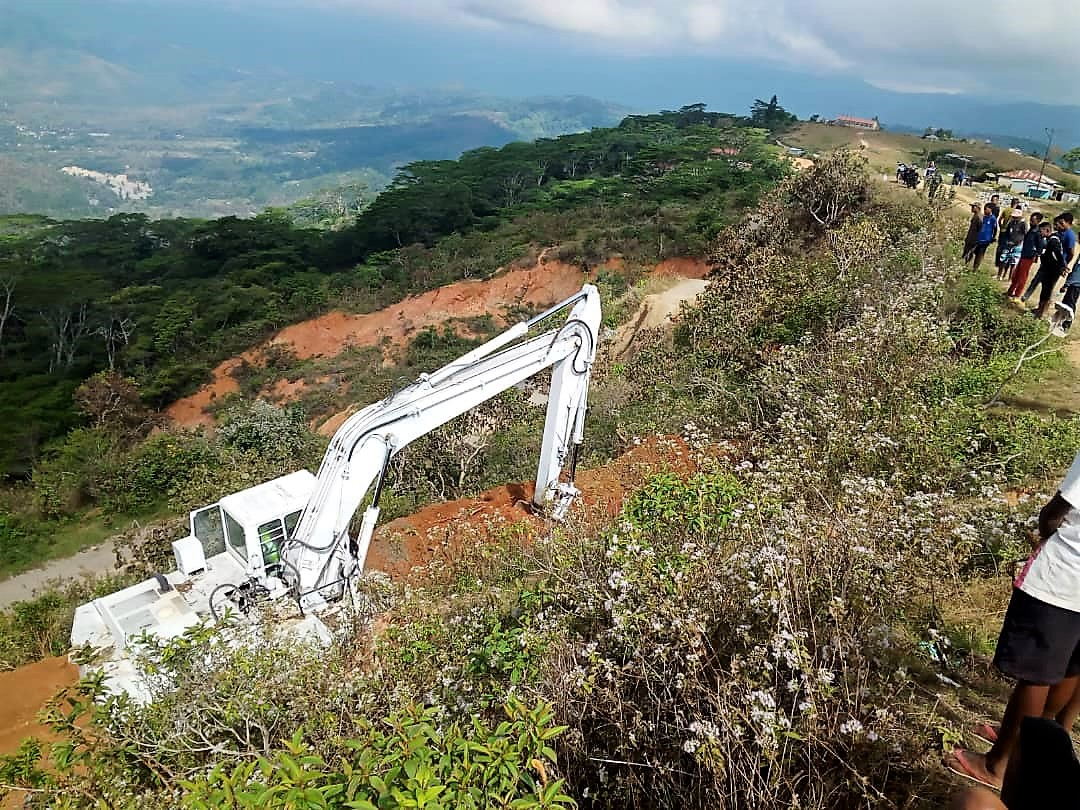
Straßenbauarbeiten in Liquiçá

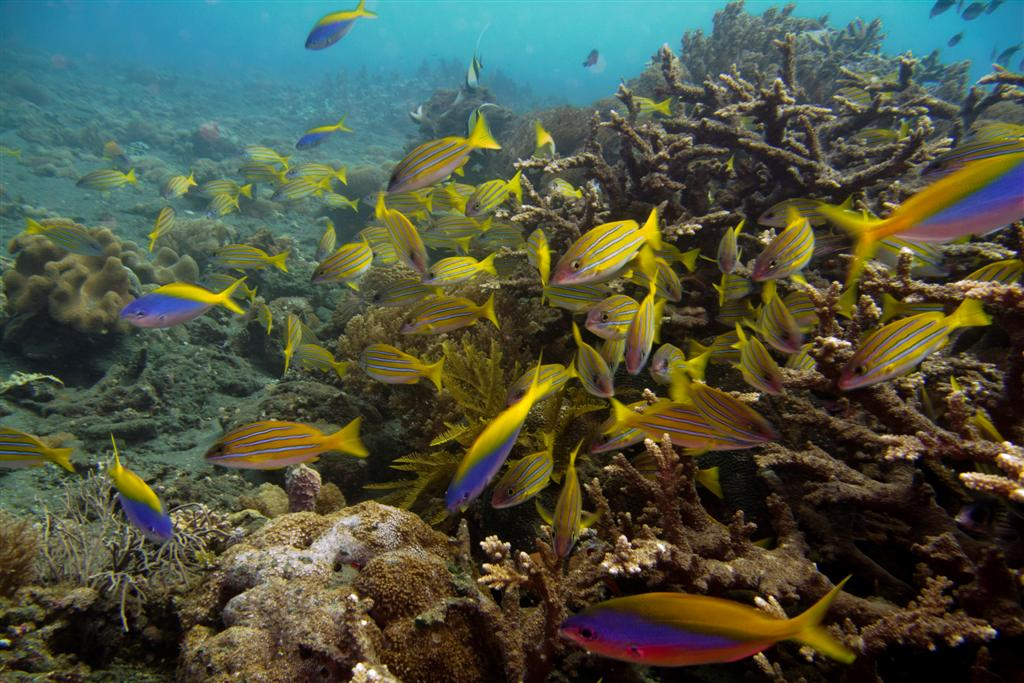
Füsiliere in Maubara

Laut der Volkszählung von 2010 arbeiten 40 % aller Einwohner, die zehn Jahre oder älter sind (Landesdurchschnitt: 42 %). 5 % sind arbeitslos (5 %). 76,9 % der Haushalte betreiben Ackerbau, 92,2 % Viehzucht (Stand: 2010). Angepflanzt werden in erster Linie Mais (von 70 % der Haushalte, Produktion 2008: 1435 t), Maniok (65 %, 1520 t) und Reis (5 %, 465 t). Letzterer wird vor allem an den Flüssen Lóis und Gleno angebaut. Viele Haushalte ernten in ihren Gärten auch Gemüse (52 %) und Obst (beides zusammen: 538 t). Kokosnuss- und Bananenplantagen wurden während der Unruhen von 1999 größtenteils niedergebrannt. Inzwischen haben 61 % der Haushalte wieder Kokosnusspalmen. Die wichtigste kommerzielle Pflanze ist Kaffee. Über 50 % der Haushalte in der Gemeinde bauen Kaffee an. Er ist mit über 6000 ha Anbaufläche der viertgrößte Kaffeeproduzent des Landes. Liquiçá setzt bei seiner Kaffeeproduktion auf reinen Bioanbau. Nach der Unabhängigkeit wurde unter anderem auch mit dem Anbau von Vanille begonnen. Als Haustiere werden vor allem Hühner (47.554 in 84 % der Haushalte), Schweine (22.317 in 82 % der Haushalte), Ziegen (16.391 in 50 % der Haushalte), Rinder (8.018 in 32 % der Haushalte), Pferde (1.492 in 9 % der Haushalte), Büffel (2.355 in 6 % der Haushalte) und Schafe (744 in 1 % der Haushalte) gehalten. Die Gewässer vor Liquiçá sind sehr fischreich, so dass auch für den Weiterverkauf gefangen werden kann.
Als große Betriebe gibt es eine Fabrik zur Weiterverarbeitung von Kaffee und eine Geflügelzucht zur Eierproduktion. In Bazartete wurde durch Hilfsorganisationene eine Ziegelfabrik gegründet und in Maubara eine Polsterfabrik. Außerdem gibt es drei Textilkooperativen. Die Waren werden in der Regel weiter nach Dili geliefert, inzwischen aber auch in die Nachbargemeinden Ermera und Bobonaro.
Liquiçá hat neben sehenswerten Gebäuden aus der portugiesischen Kolonialzeit schwarze Sandstrände, Korallenriffe und attraktive Tauchgebiete, die es für den Tourismus attraktiv machen. Dili liegt nahe genug, um die Gemeinde für Tages- und Wochenendausflüge attraktiv zu machen, es fehlt aber oft noch an geeigneten Unterkünften. Ein Strandressort gibt es am Black Beach, östlich von Vila de Liquiçá. Außerdem gibt es einige Bodenschätze, wie zum Beispiel Gold.
Der kommunale Radiosender Rádio Communidade Tokodede (RCT) sendet auf FM 92,3 MHz. Der FRETILIN-Sender Radio Maubere ist auf FM 97,9 MHz zu empfangen.

## Umwelt

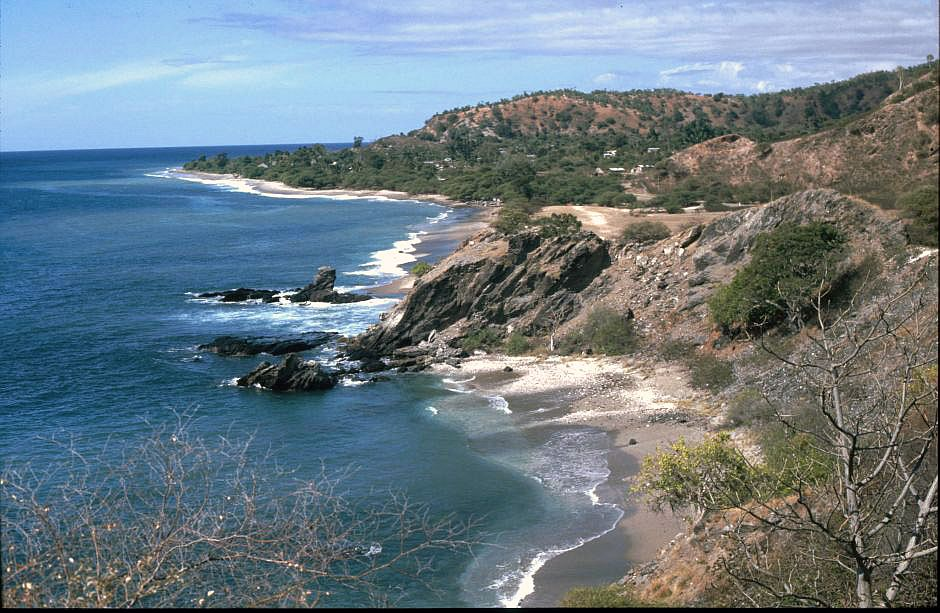
Küste östlich von Inur Pilila (2010)

Neben der natürlichen Erosion verstärkt die weitergehende Abholzung das Problem, auch wenn die kommerzielle Holzgewinnung inzwischen landesweit verboten ist. So wird Brandrodung zur Gewinnung von Ackerboden betrieben. Zudem muss in den nächsten Jahren aufgrund des Klimawandels mit häufigeren Trockenperioden gerechnet werden. In Tibar hat man mit einem Pilotprojekt zur Wiederaufforstung begonnen.

## Persönlichkeiten
- Pascoela Barreto (* 1946), Freiheitsaktivistin und Diplomatin
- João Viegas Carrascalão (1945–2012), osttimoresischer Politiker
- Natália Carrascalão Antunes (* 1952), portugiesische Politikerin und osttimoresische Diplomatin
- António da Conceição (* 1964), Politiker
- Faustino da Costa (* 1974), Polizist
- Félix da Costa (* 1960), Politiker
- Hermenegildo da Cruz (* 1977), Polizist
- Orlando Gomes (* 1971), Polizist
- Leoneto Martins, Bupati von Liquiçá (1995–1999)
- Maria de Lourdes Martins Cruz (* 1962), Nonne und Trägerin des Ramon-Magsaysay-Preises
- Paulino Ribeiro (* 1972), Beamter, Präsident der Gemeindeverwaltung Liquiçá
- Calisto dos Santos (* 1959), Offizier
- Lídia Norberta dos Santos Martins (* 1980), Politikerin

## Partnerschaften
- Vila Nova de Poiares, Portugal (seit 2000)[44]

## Belege
- Ministerium für Staatsverwaltung und Territorialmanagement (englisch)
- Liquiçá District Development Plan 2002/2003 (englisch; PDF-Datei; 367 kB)